# HC Topoľčany
A HC Topoľčany egy szlovák jégkorongcsapat Nagytapolcsányban. A klub a másodosztályú TIPOS Slovenská hokejová ligában játszik.

## Története
A csapatot 1932-ben alapították.

### Korábban használt nevek
- 1932 – AC Juventus Topoľčany
- 1935 – ŠK Topoľčany
- 1939 – TS Topoľčany
- 1949 – TJ Sokol NV Topoľčany
- 1953 – TJ Spartak Kablo Topoľčany
- 1964 – TS Topoľčany
- 1984 – TJ Slovan OSCR Topoľčany
- 1990 – HC Kimex VTJ Topoľčany
- 1993 – HC VTJ Topoľčany
- 1995 – HC VTJ Telvis Topoľčany
- 2006 – HC Topoľčany

## Statisztikák
| Főszezon | Főszezon | Főszezon | Főszezon | Főszezon | Főszezon | Főszezon | Főszezon | Főszezon | Rájátszás                                | Rájátszás                                       | Rájátszás | Rájátszás |
| Szezon   | LM       | GY       | GY. H.   | V. H.    | V        | G        | P        | Helyezés | Kvalifikáció                             | Negyeddöntő                                     | Elődöntő  | Döntő     |
| -------- | -------- | -------- | -------- | -------- | -------- | -------- | -------- | -------- | ---------------------------------------- | ----------------------------------------------- | --------- | --------- |
| 2022–23  | 46       | 18       | 1        | 6        | 21       | 116-138  | 62       | 11.      | Győzelem a HK ESMERO Skalica ellen (3-1) | Vereség a Vlci Žilina ellen (1-4)               | -         | -         |
| 2023–24  | 46       | 24       | 4        | 5        | 13       | 175-143  | 57       | 3.       | -                                        | Vereség a TSS Group Spartak Dubnica ellen (2-4) | -         | -         |
| 2024–25  | 46       | 18       | 7        | 3        | 18       | 165:154  | 71       | 6.       | -                                        | Vereség a TSS Group Spartak Dubnica ellen (2-4) | -         | -         |

## Híres játékosok
- Miroslav Šatan
- Ľubomír Višňovský
- Tibor Višňovský
- Ľubomír Hurtaj
- Radoslav Hecl
- Branislav Hippik
- Andrej Kollár
- Tibor Melichárek
- Ivan Ďatelinka
- Milan Kytnár
- Peter Húževka
- Jozef Kováčik
- Matej Paulovič